# Gulbröstad snårsparv
Gulbröstad snårsparv (Atlapetes latinuchus) är en fågel i familjen amerikanska sparvar inom ordningen tättingar.

## Utbredning och systematik
Gulbröstad snårsparv delas in i åtta underarter med följande utbredning:
- A. l. elaeoprorus – Antioquia i nordcentrala Colombia
- A. l. yariguierum – Santander i nordcentrala Colombia
- A. l. caucae – sydvästra Colombia
- A. l. spodionotus – centrala och södra Colombia samt norra Ecuador
- A. l. comptus– sydvästra Ecuador och Piura i nordvästligaste Peru
- A. l. latinuchus – sydöstra Ecuador och norra Peru
- A. l. chugurensis – västra Cajamarca i nordvästra Peru
- A. l. baroni – södra Cajamarca och La Libertad i nordvästra Peru

## Status och hot
Arten har ett stort utbredningsområde, men tros minska i antal, dock inte tillräckligt kraftigt för att den ska betraktas som hotad. Internationella naturvårdsunionen IUCN listar arten som livskraftig (LC).